# Joseph J. Lilley
Pour les articles homonymes, voir Lilley.
Joseph J. Lilley est un compositeur américain né le 16 août 1913 et décédé le 1er janvier 1971 à North Hollywood (Californie).

## Filmographie
- 1948 : Dream Girl : Piano player in honky tonk
- 1942 : True to the Army
- 1942 : La Fille de la forêt (The Forest Rangers)
- 1944 : Fun Time
- 1944 : Lona la sauvageonne (Rainbow Island) de Ralph Murphy
- 1944 : Hail the Conquering Hero
- 1947 : Hollywood en folie (Variety Girl)
- 1948 : Les Filles du major (Isn't It Romantic?)
- 1949 : Le Démon du logis (Dear Wife), de William D. Russell
- 1949 : Don Juan de l'Atlantique (The Great Lover)
- 1951 : The Mating Season
- 1952 : En route vers Bali (Road to Bali)
- 1953 : The Stooge
- 1953 : The Caddy
- 1955 : Mes sept petits chenapans (The Seven Little Foys)
- 1956 : Si j'épousais ma femme (That Certain Feeling)
- 1958 : À Paris tous les deux (Paris Holiday)
- 1959 : Li'l Abner
- 1960 : Café Europa en uniforme (G.I. Blues)
- 1961 : Sous le ciel bleu de Hawaï (Blue Hawaii)
- 1962 : Des filles... encore des filles (Girls! Girls! Girls!), de Norman Taurog
- 1963 : Papa's Delicate Condition
- 1963 : L'Idole d'Acapulco (Fun in Acapulco)
- 1963 : Un chef de rayon explosif (Who's Minding the Store?)
- 1964 : L'Homme à tout faire (Roustabout)
- 1964 : Jerry chez les cinoques (The Disorderly Orderly)
- 1966 : Paradis hawaïen (Paradise, Hawaiian Style)
- 1967 : Trois gars, deux filles... un trésor (Easy Come, Easy Go)
- 1969 : How to Commit Marriage